# Estação Boulogne - Pont de Saint-Cloud
Boulogne - Pont de Saint-Cloud é uma estação da linha 10 do Metrô de Paris, localizada na cidade de Boulogne-Billancourt. É o terminal oeste da linha.

## Localização
A estação está situada a oeste do rotatória Rhin-et-Danube de Boulogne-Billancourt e orientada leste-oeste, ao longo do eixo da avenida Marechal-de-Lattre-de-Tassigny (D 907), perto da pont de Saint-Cloud (RD 307), que atravessa o Sena. Ela permite a ligação do bairro situado ao redor da rotatória, bem como ao centro de Saint-Cloud a algumas centenas de metros na outra margem do rio. Ela é precedida ou seguida (dependendo da direção) pela estação Boulogne - Jean Jaurès.

## História

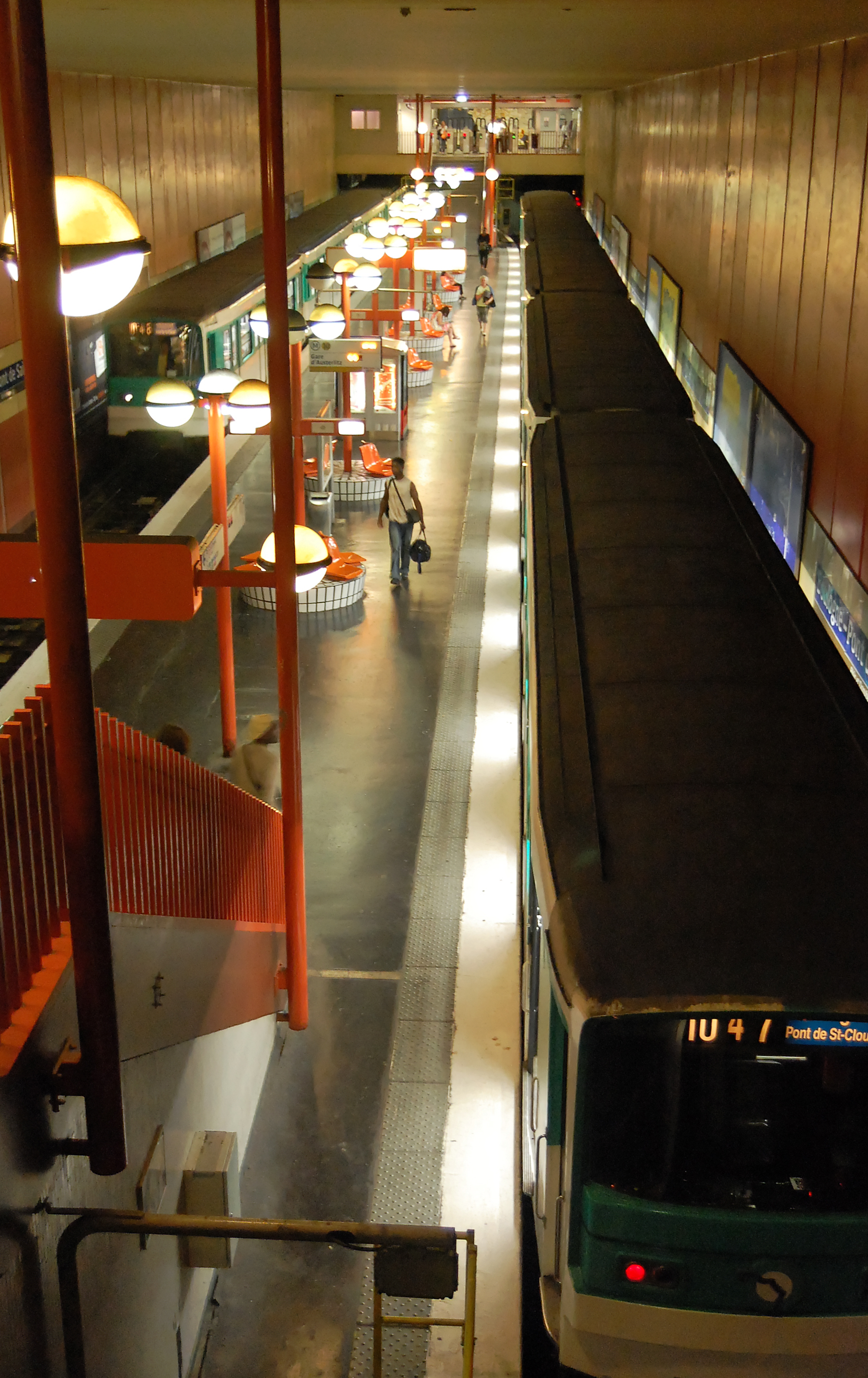
A plataforma da estação Boulogne - Pont de Saint-Cloud.

A estação foi aberta em 2 de outubro de 1981 com o lançamento da extensão ocidental da linha 10, da qual agora constitui o terminal (depois da Gare d'Austerlitz), substituindo o terminal provisório de Boulogne - Jean Jaurès, que marcou a primeira fase de uma extensão destinada a atender os bairros do norte da comuna, distantes da linha 9.
Por um lado, deve o seu nome à sua localização no território de Boulogne-Billancourt e, por outro lado, à sua proximidade com a pont de Saint-Cloud, assim denominada porque dá acesso à cidade de Saint-Cloud na margem direita do Sena.
Ele porta como subtítulo Rhin et Danube devido à sua proximidade da rotunda Rhin-et-Danube, que tem esse nome em memória do 1º Exército Francês que se tornou famoso entre 1943 e 1945, a Campanha da Itália, ao Desembarque da Provença, depois lutou no Reno e no Danúbio durante a Segunda Guerra Mundial. Esses eventos também são comemorados na estação Danube, na linha 7 bis.
A estação é servida apenas inicialmente por um trem de dois até 18 h 40, o restante do tráfego retornando para o leste pela extremidade oeste do circuito de Auteuil. Posteriormente, todos os trens servem a esta estação terminal, com exceção do primeiro serviço diário, além de algumas outras missões raras durante a semana, no início do horário de pico.
Em 2011, 2 900 015 passageiros entraram nesta estação. Em 2012, havia 2 992 019 passageiros. Ela viu entrar 3 033 621 passageiros em 2013, o que a coloca na 176ª posição em 302 estações de metrô por sua frequência.

## Serviços aos passageiros

### Acessos
A estação possui quatro acessos divididos em seis entradas de metrô:
- O acesso 1 "Route de la Reine", que consiste de uma escada fixa decorada com um mastro com um "M" amarelo inscrito em um círculo, levando à calçada ímpar dessa rota, na esquina com a avenue André-Morizet;
- O acesso 2 "Avenue Jean-Baptiste-Clément" também constituída de uma escada fixa, se situando na extremidade desta avenida à direita do no 1 do rond-point Rhin-et-Danube;
- O acesso 3 "Rue du Port - Musée Albert-Kanh", que consiste em duas escadas fixas dispostas lado a lado na calçada da avenue Marechal-de-Lattre-de-Tassigny, uma delas dotada de um mastro "M" amarelo em frente ao no 6, o outro sendo localizado à direita do no 2;
- O acesso 4 "Avenue du Maréchal-de-Lattre-de-Tassigny", que consiste em duas saídas também dispostas lado a lado na calçada ímpar da avenida, uma constituída de uma escada fixa com um totem "M" amarelo em frente ao no 7, a outra levando para a direita do no 21 do rond-point Rhin-et-Danube; caso único para o metrô parisiense, esta última saída consiste de uma tremonha levemente inclinada em vez de uma escada como é habitual na rede.

### Plataforma
Boulogne - Pont de Saint-Cloud é uma estação de configuração particular: ela possui uma plataforma central enquadrada pelas duas vias do metrô. Sua forma e decoração são típicas da década de 1980: os pés-direitos verticais são pintados em um degradê de cores do esbranquiçado no lado leste ao bordô no lado oeste, passando por laranja, e suportando um teto horizontal pintado em branco. Os quadros publicitários são metálicos e o nome da estação é inscrito na fonte Parisine em placas esmaltadas. Os assentos do estilo "Motte" são de cor laranja e dispostos em bancos circulares tratados com telhas brancas planas, que são encimados por postes laranja, cada um compreendendo três globos de iluminação.
Situação única na rede se exceto o terminal de Gambetta na linha 3 bis, a estação não possui estacionamento atrás dela devido à falta de espaço devido à sua proximidade com o Sena, as manobras sendo realizadas antes da estação. Os trens são assim recebidos alternadamente nos dois trilhos e partem diretamente retornando.

### Intermodalidade
A estação está conectada à linha T2, remotamente, na Estação Parc de Saint-Cloud, localizada do outro lado da pont de Saint-Cloud.
Além disso, é atendida pelas linhas 52, 72, 126, 160, 175, 260 e 467 da rede de ônibus RATP, pela linha 460 do Établissement Transdev em Nanterre e pela linha 17 da empresa de transporte Hourtoule.

## Pontos turísticos
- Museu Departamental Albert-Kahn
- Parc de Saint-Cloud (acessível na outra margem do Sena através da pont de Saint-Cloud)